# Luca Crocicchi
Luca Crocicchi (Castello di Cantagallo, 26 aprile 1958) è un pittore italiano.

## Biografia
Nel 1984 Giovanni Testori lo invita ad esporre alla mostra “Artisti e scrittori” alla Rotonda della Besana di Milano.
È del 1986 a Palazzo Novellucci, Prato, presentato da Giovanni Testori la sua prima antologica.
Nel 1988 seconda antologica curata da Vittorio Sgarbi a Brescia.
A partire dagli anni ’90 la sua pittura attraversa una profonda trasformazione e il paesaggio, le figure, i ritratti si tingono di colori e atmosfere della pittura metafisica, del Surrealismo figurativo, del Realismo Magico italo-tedesco.
Nel 2003 espone alla Galleria Comunale d’Arte Moderna e contemporanea, Arezzo, mentre nel 2011 espone alla 54ª Biennale di Venezia
.
Al Panorama Museum di Bad Frankenhausen/Kyffhäuser partecipa alla mostra: “Dopo De Chirico, la pittura metafisica italiana contemporanea”.

## Mostre personali
- 1985 - Compagnia del Disegno, a cura di Alberico Sala, Milano.
- 1986 - Palazzo Novellucci, a cura di Gioanni Testori, Prato.
- 1988 - AAB Associazione Artisti Bresciani, a cura di Vittorio Sgarbi, Brescia.
- 1991 - Villa Fornari Banfi, a cura di Vittorio Sgarbi, Carnate, Milano. - Galleria Benassati, a cura di Vittorio Sgarbi, Modena.

- 1993 - Galleria L’opera, a cura di Alessandra Ottieri, Fulvio Abbate, Lorenza Trucchi, Napoli.
- 1994 - Compagnia del disegno, a cura di Claudio Malberti, Milano.
- 1995 - Compagnia del disegno, cura di Alessandra Ottieri,  Milano.
- 1996 - Galleria Il Polittico, a cura di Duccio Trombadori, Arnaldo Romani Brizzi, Massimo Caggiano, Roma.
- 1998 - Palazzo Sarcinelli, a cura di Marco Goldin, Conegliano, Treviso.
- 2003 - Galleria Comunale d’Arte Moderna e Contemporanea, a cura di Vittorio Sgarbi,  Arezzo.
- 2004 - Cartiera Papale, a cura di Vittorio Sgarbi, Ascoli Piceno.
- 2010 - Museo Civico Villa Colloredo Mels, a cura di Giovanna Maria Carli, Recanati.
- 2013 - Palazzo Notai, Banca Intermobiliare, Bologna.
- 2020 - L’origine della luce, La Milanesina, Bormio. A cura di Elisabetta Sgarbi e Maria Cristina Garulli.
- 2021 - Passaggi, Paradisoterrestre, Bologna.

## Mostre collettive
- 1984 - Artisti e scrittori, Rotonda della Besana, a cura di Giovanni Testori, Milano.
- 1987 - Proposte, Internazionale d’Arte di Milano, Galleria Farsetti,a cura di Vittorio Sgarbi, Milano. Premio Nazionale Arti Visive Città di Gallarate, a cura di Vittorio Sgarbi,  Milano.

La natura morta, Castello Estense di Mesola, a cura di Vittorio Sgarbi, Ferrara.
- 1988 - Under 35, Expo Arte, a cura di Vittorio Sgarbi,  Bologna.

V Biennale d’Arte Sacra e Contemporanea, Magazzini del Sale, a cura di Giovanni Testori, Siena.
- 1989 – “La città!”, AAB Associazione Artisti Bresciani, a cura di Giovanni Testori, Brescia.

Vitalità della figurazione. Pittura Italiana 1948-1988, Palazzo della Permanente, a cura di Vittorio Sgarbi, Milano.
- 1990 -XLII Premio Michetti, Fondazione Michetti, a cura di Vittorio Sgarbi, Francavilla al Mare, Chieti. XXX Premio Suzzara, a cura di Vittorio Sgarbi, Mantova.
- 1991 - Il ritratto nella pittura italiana del ‘900, Castello Estense di Mesola, a cura di Vittorio Sgarbi, Ferrara; Castello Svevo, Bari.
- 1993 - Misure uniche per una collezione, Galleria Il Polittico, a cura di Arnaldo Romani Brizzi, Massimo Caggiano,  Roma.
- 1996 - Italiana, Istituto Italiano di Cultura, Lyon; a cura di Arnaldo Romani Brizzi, Massimo Caggiano, Antiche Terme, Lyon.

S. Paulo, Gallery of the Portuguese Architects Association, a cura di Arnaldo Romani Brizzi, Massimo Caggiano,  Lisboa; 
Istituto Italiano di Cultura Bruxelles a cura di Arnaldo Romani Brizzi, Massimo Caggiano, Bruxelles.
Ultime generazioni: Italia 1950-1990, XII Quadriennale Nazionale d’Arte di Roma, Palazzo delle Esposizioni, a cura di Lorenza Trucchi, Roma.
Giovanni Testori: Critico e Maestro, Centro Culturale G. Testori, a cura di Fulvio Panzeri, Verteva, Bergamo.
- 1997 - Dieci giovani artisti dalla Quadriennale a Montecitorio, Sala dei Parlamenti, Palazzo Montecitorio, a cura di Vittorio Sgarbi, Roma.

The project of Essence, Nicolas Sursock Museum, Beirut; Al-Assad National Library, Damascus; Royal Cultural Centre, Amman; Yarmouk University, Irbid; Gezira Arte Center Zamalek, a cura di Arnaldo Romani Brizzi, Massimo Caggiano, Cairo.
Ritratti a Testori, Casa dei Carraresi, a cura di Massimo Goldin, Treviso.
- 1999 - La pittura ritrovata, Museo del Risorgimento, Complesso del Vittoriano, a cura di Arnaldo Romani Brizzi, Massimo Caggiano,  Roma.

Il disegno in Toscana dal 1945 ad oggi, Villa Medicea di Poggio a Caiano, a cura di Mauro Pratesi, Firenze.
- 2003 - Da Tiziano a De Chirico, Castello di San Michele, a cura di Vittorio Sgarbi, Cagliari.

Da Antonello da Messina a De Chirico, Albergo delle Povere, a cura di Vittorio Sgarbi,  Palermo.
LIV Premio Michetti, Fondazione Michetti, a cura di Vittorio Sgarbi, Francavilla a Mare, Chieti.
Giovanni Testori, I segreti di Milano, Palazzo Reale, a cura di Stefano Crespi, Alain Toubas, Milano.
- 2005 - Il Male, Palazzina di Caccia Stupinigi, a cura di Vittorio Sgarbi, Torino.
- 2007 - Antologia della figurazione Italiana, Spazio Figurae, a cura di Vittorio Sgarbi, Milano.

Arte Italiana, 1968_2007, Palazzo Reale, a cura di Vittorio Sgarbi, Milano.
- 2009 - Arte, Genio, Follia, Santa Maria della Scala, a cura di Vittorio Sgarbi, Siena.

Contemplazioni, Castel Sismondo e Palazzo del Podestà, a cura di Alberto Agazzani, Rimini.
- 2011 - 54. Esposizione Internazionale d’Arte , Padiglione Italia, a cura di Vittorio Sgarbi, Venezia .
- 2012 - Dopo de Chirico, La pittura metafisica italiana contemporanea, Panorama Museum, a cura di Rosaria Fabrizio, Gerd Lindner,  Bad Frankenhausen, Germany.
- 2015 - “il tesoro d’italia”, Expo 2015, a cura di Vittorio Sgarbi, Milano.

“ExpoArteItaliana”, Villa Bagatti Valsecchi, a cura di Vittorio Sgarbi, Varedo, Milano.
- 2016 – “Immagine femminile:artisti nel contemporaneo”, Palazzo Bovara, a cura di Stefano Crespi, Milano.
- 2017 - “Museo della follia. Da Goya a Maradona”, Museo di Salò.
- 2019 - “Dialoghi a Sutri”, Sutri (TV), Palazzo Doebbing a cura di Vittorio Sgarbi.